# Еманюел Адебайор
Шейи Еманюел Адебайор (на френски: Sheyi Emmanuel Adebayor) е бивш тогоански футболист, играещ като нападател. Постъпва в редиците на Тотнъм Хотспър в началото на сезон 2012/13, където играе под наем предишния сезон. Преди това е играч на Манчестър Сити от 2009 г., Арсенал, Мец и Монако. През пролетта на 2011 г. за кратко е предотстъпен под наем в редиците на Реал Мадрид, а през лятото се връща обратно в Манчестър Сити. 
Еманюел Адебайор е носител на престижното отличие „Африкански футболист на годината“ за 2008 г.
От началото на сезон 2017/2018 африканската звезда защитава цветовете на Турския отбор Медипол Башакшехир.

## Манчестър Сити
В Манчестър Сити Адебайор получава заплата по 175 000 британски лири седмично. 

### Сезон 2011/12
През сезон 2011/12 Адебайор играе 37 мача под наем за Тотнъм, в които вкарва 18 гола (17 в първенството), прави 12 асистенции и получава 8 жълти картона. 

## Тотнъм Хотспър
В началото на сезон 2012/13 Адебайор преминава в Тотнъм за 5 млн. британски лири. 